# Трубачово (Газімуро-Заводський район)
Трубачо́во (рос. Трубачёво) — село у складі Газімуро-Заводського району Забайкальського краю, Росія. Адміністративний центр Трубачовського сільського поселення.

## Населення
Населення — 510 осіб (2010; 573 у 2002).
Національний склад (станом на 2002 рік):
- росіяни — 100 %